# 渋谷区立長谷戸小学校
渋谷区立長谷戸小学校（しぶやくりつ ながやとしょうがっこう）は、東京都渋谷区恵比寿西に所在する公立小学校。草川信が教師として在職中に「夕焼け小焼け」を作曲したことから「夕焼け小焼けの小学校」として知られる。

## 概要
学校はJR山手線、東京メトロ日比谷線の恵比寿駅の西方向へ徒歩約6分、東急東横線の代官山駅の東方向へ徒歩約6分の所に位地し、住宅地の中の公道が四方に面した平静な所にある。
長谷戸小学校は歴史があり、1912年（明治45年）東京府豊多摩郡臨川尋常小学校として開設された。

## 沿革
- 1912年（明治45年）4月1日、東京府豊多摩郡臨川第二尋常小学校として開校。
- 1913年（大正2年）4月14日、開校式典を実施、現在はこの4月14日を開校記念日と制定。
- 1916年（大正5年）5月29日、東京府豊多摩郡渋谷町立長谷戸尋常小学校と改称した。「長谷戸」という校名はこの時に始まる。当時は「ながいと」と読まれ、校章も制定された。校章は5枚の桜の花びらで、中央は○の中に「長」の字が書かれ、花びらには雌しべと雄しべが書き込まれている。桜の花びらは「い」をデザインし、雌しべと雄しべは「ト」の形に配列されている。つまり校章は「ながいと」という読みが書き込まれている。
- 1921年（大正10年）10月28日、校旗を制定。
- 1932年（昭和7年）10月1日、渋谷町、代々幡町、千駄ヶ谷が合併して渋谷区となり、東京市渋谷区長谷戸尋常小学校と改称。
- 1936年（昭和11年）11月、二宮尊徳像完成。
- 1941年（昭和16年）4月1日、国民学校令が施行され、東京市渋谷区長谷戸国民学校に改称。
- 1944年（昭和19年）
  - 　7月、戦争のため、縁故疎開、集団疎開を勧奨。
  - 　8月25日、児童245名、静岡県引佐郡井伊谷村と麁玉村に疎開。
- 1945年（昭和20年）
  - 4月15日、児童82名富山県東礪波郡中野村に第2次集団疎開。
  - 同日 井伊谷村から静岡県中川根村に再疎開。
  - 6月5日、麁玉村から青森県板柳町大善寺に再疎開。
  - 7月1日、中川根村から青森県板柳町竜淵寺に再疎開。
  - 7月、西校舎の6教室破壊。
  - 8月7日、児童8名が中野村への疎開に参加。
  - 10月25日、青森県より集団疎開児童帰校、解散。
  - 11月5日、富山県より集団疎開児童帰校、解散。
- 1947年（昭和22年）
  - 4月1日、学校教育法施行され、東京都渋谷区立長谷戸小学校に改称。
  - 5月、後援会を改組し、長谷戸小学校PTAが発足し、堀越昌道が初代会長となる。
- 1948年（昭和23年）12月、PTA公報誌『長谷戸』創刊。
- 1952年（昭和27年）12月、校庭をアスファルト舗装完成
- 1962年（昭和37年）
  - 黄色い交通安全帽を校帽に制定。校庭に50周年記念としてトンネル山完成。
  - 6月、心障学級「なかよし」開設。
  - 11月8日、50周年記念式典を挙行し、校歌を制定（それまでは、校歌に相当するものとして「ながやとこどものうた」（昭和29年頃制定）があったが、昭和38年度から歌われなくなった）
- 1968年（昭和43年）3月、体育館完成。（従来の木造校舎は2階3教室を繋げて講堂代わりとしていた）
- 1969年（昭和44年）3月、新プール完成（25メートルプール。従来は15メートルプール）。
- 1974年（昭和49年）校庭のレイコールド舗装完成。
- 1980年（昭和55年）校庭拡張工事及び新プール完成。
- 1982年（昭和57年）創立70周年に際して長谷戸音頭を作る。
- 1983年（昭和58年）校庭アーバン舗装完成。
- 1987年（昭和62年）11月、「夕焼け小焼け」の碑完成。
- 1989年（平成元年）10月、全日本よい歯の学校として表象される。
- 1993年（平成5年）コンピュータルーム、ランチルーム完成。
- 1999年（平成11年）10月、『総合的な学習の授業プラント実践』（小学館）発行。
- 2002年（平成14年）9月、校庭の土化（グリーンサンド）完成。
- 2003年（平成15年）防犯ビデオカメラ（玄関）、教室の冷房、畑と水田（緑の広場）を設置。
- 2005年（平成17年）長谷戸合唱団結成。
- 2006年（平成18年）放課後クラブ開設。
- 2012年（平成24年）12月1日、創立百周年記念式典[2]。
- 2016年（平成28年）9月1日 渋谷区初の全面天然芝校庭オープン。
- 2018年（平成30年）4月入学の新1年生から標準服と新校帽を導入。
- 2023年（令和5年）1月 - 全教科 区研究指定校（1年次）となる[3]。

### 建て替え計画
渋谷区は2022年（令和4年）、教育目標や長寿命化計画を踏まえ、「未来の学校のコンセプト」と「新しい学校施設整備に当たっての考え方」の概要をまとめ、「渋谷区新しい学校づくり整備方針（2023年3月）、渋谷区立小学校と中学校の建て替えロードマップ」を発表した。
- 工事期間（解体1年、建築2年） - 2031年度（令和13年）〜 2033年度（令和15年）

## 教育方針
教育目標
「子ども1人ひとりを大切にする指導」「子どもが主役の運営」「子どもを育む確かな目と心を磨く体制」
小学校の児童数と教員数
| 年度     | 児童総数 | 1年生 | 2年生 | 3年生 | 4年生 | 5年生 | 6年生 | 教員数 | 職員数 |
| -------- | -------- | ----- | ----- | ----- | ----- | ----- | ----- | ------ | ------ |
| 平成23年 | 161人    | 32人  | 31人  | 21人  | 25人  | 27人  | 25人  | 13人   | 3人    |
| 平成24年 | 161人    | 28人  | 32人  | 27人  | 21人  | 24人  | 29人  | 13人   | 3人    |
| 平成25年 | 148人    | 23人  | 25人  | 30人  | 26人  | 19人  | 25人  | 12人   | 4人    |
| 平成26年 | 150人    | 28人  | 24人  | 24人  | 31人  | 23人  | 20人  | 12人   | 4人    |
| 平成27年 | 154人    | 23人  | 28人  | 24人  | 23人  | 32人  | 24人  | 12人   | 4人    |
| 平成28年 | 149人    | 24人  | 24人  | 28人  | 22人  | 22人  | 29人  | 12人   | 5人    |
| 平成29年 | 138人    | 19人  | 24人  | 24人  | 26人  | 22人  | 23人  | 15人   | 4人    |
| 平成30年 | 153人    | 35人  | 18人  | 25人  | 26人  | 27人  | 22人  | 14人   | 4人    |
| 令和元年 | 171人    | 40人  | 34人  | 21人  | 24人  | 24人  | 28人  | 15人   | 4人    |
| 令和2年  | 197人    | 50人  | 41人  | 32人  | 21人  | 26人  | 27人  | 15人   | 4人    |
| 令和3年  | 222人    | 54人  | 52人  | 39人  | 30人  | 21人  | 26人  | 14人   | 5人    |
| 令和4年  | 236人    | 44人  | 51人  | 52人  | 38人  | 30人  | 21人  | 15人   | 5人    |
| 令和5年  | 267人    | 51人  | 42人  | 54人  | 48人  | 42人  | 30人  | 17人   | 4人    |

## 学校行事
放課後クラブ
放課後クラブは、保護者の就労状況にかかわらず、全ての児童を対象とし、学校や地域との連携により、児童一人一人を健やかに育てていくための事業である。校庭、体育館、図書館、特別教室など、学校施設を活用して活動する。
校外学習
渋谷区立小中学校の児童・生徒たちが、校外学習を行う宿泊施設があり、学校が使用しない期間は社会教育団体に開放している。利用資格は区内在住、在勤者を主とする社会教育団体。
- 山中高原学園 - 〒401-0501 山梨県南都留郡山中湖村山中263
- 冨山高原学園 - 〒299-2216 千葉県南房総市久枝784

## 通学区域
子供が通学する学校は、住所により指定されている、また、2004年（平成16年）から学校選択希望制を導入しており、入学を希望する学校を選べる。学校選択希望制は、現行の通学区域を維持したうえで、通学区域外の学校を希望することが出来る制度で、特色のある学校づくりや地域に開かれた学校づくりを推進し、区民から選ばれる学校づくり等を図る。
住所別通学区域
| 恵比寿西一丁目 | 恵比寿西二丁目    | 恵比寿南一丁目 | 恵比寿南二丁目 | 恵比寿南三丁目 | 代官山町              | 東二丁目  | 東三丁目  |
| -------------- | ----------------- | -------------- | -------------- | -------------- | --------------------- | --------- | --------- |
| 全域           | 1 - 4番、6 - 20番 | 1 - 17番       | 1 - 11番、19番 | 全域           | 13番の19・20 18番の10 | 27 - 29番 | 17 - 27番 |

通学区域では調整区域を設けている、通学の距離等を考慮し保護者の申請により指定校の変更が出来る区域。
調整区域
| 希望校                                          | 指定校                  | 町丁名                                    | 番                                                   |
| ----------------------------------------------- | ----------------------- | ----------------------------------------- | ---------------------------------------------------- |
| 長谷戸小学校 広尾小学校 猿楽小学校 常盤松小学校 | 猿楽小学校 長谷戸小学校 | 恵比寿西二丁目 東三丁目 代官山町 東二丁目 | 21番 17 - 27番 13番の19 - 20号、18番の10号 27 - 29番 |

小学校入学までの流れ
- 9月～10月、学校説明会。
- 11月4日、希望調査書の提出（通学区域、通学区域外の希望）。
- 11月中旬、就学時健康診断の実施。
- 11月下旬、公開抽選（希望者が範囲を超えた場合）。
- 12月下旬、就学通知書の送付。
- 4月、入学式（就学通知書持参）。

## 進学先中学校
中学校の学校別通学区域は、住所により指定されている。
学校別通学区域
| 鉢山中学校 | 広尾中学校 |
| --- | --- |
| 恵比寿西一 - 二丁目全域、恵比寿南一丁目1 - 17番 恵比寿南二丁目1 - 11番、19番、恵比寿南三丁目全域 東二丁目1 - 7番、18 - 23番、25 - 29番、東三丁目17- 27番、代官山町全域 | 恵比寿南一丁目18 - 26番 恵比寿南二丁目12 - 18番、20 - 31番 東二丁目8- 17番、24番 東三丁目1 - 16番、東四丁目11 - 14番 |

## 著名な関係者
教職員
- 草川信

卒業生
- いわさきちひろ
- 矢尾板貞雄
- 稲川淳二
- 才藤龍治
- 永井隆雄
- 仲本工事
- 春日博文
- 多喜ひろみ
- 所澤潤

## 交通
- JR山手線 - 恵比寿駅より徒歩約6分。
- JR湘南新宿ライン - 恵比寿駅より徒歩約6分。
- 東京メトロ日比谷線 - 恵比寿駅より徒歩約6分。
- 東急東横線 - 代官山駅より徒歩約6分。